# Ачара (Цагерский муниципалитет)
Ачара (груз. აჭარა) — село в Грузии, на территории Цагерского муниципалитета края (мхаре) Рача-Лечхуми и Нижняя Сванетия.

## География
Село находится в северной части Грузии, на правом берегу реки Риони, вблизи места впадения в неё реки Ладжануры, на расстоянии приблизительно 11 километров (по прямой) к юго-востоку от города Цагери, административного центра муниципалитета. Абсолютная высота — 416 метров над уровнем моря.

## Население
По результатам официальной переписи населения 2014 года, в Ачаре проживало 108 человек (47 мужчин и 61 женщина). В национальной структуре населения грузины составляли 100 %.
| Год  | Население, человек |
| ---- | ------------------ |
| 2002 | 199                |
| 2014 | ↘ 108              |